# マクシミヌス・トラクス
ガイウス・ユリウス・ウェルス・マクシミヌス（ラテン語: Gaius Julius Verus Maximinus、 173年頃 - 238年5月10日）は、ローマ帝国の皇帝（在位：235年 - 238年）であり、最初の軍人皇帝として知られる。トラキア出身であったため、マクシミヌス・トラクス (Maximinus Thrax、トラクスは「トラキア人」の意）と呼ばれ、またはマクシミヌス1世とも。

## 生涯
トラキアでゴート人の父親とアラン人（サルマティア人の一派で遊牧民族）の母親の間に生まれた。セプティミウス・セウェルスが皇帝のとき、軍隊に入隊する。
235年、マインツでアレクサンデル・セウェルスが殺害されると、近衛隊（プラエトリアニ）による皇帝宣言を受け、皇帝の不在に動揺した元老院はこれを追認する。また、236年には息子ガイウス・ユリウス・ウェルス・マクシムスを共同皇帝に即位させた。
238年3月、アフリカ属州総督ゴルディアヌスがこれを不服として反乱をおこす。元老院もマクシミヌスから離反し、ゴルディアヌスとその息子を共同皇帝と認めたが、4月12日にゴルディアヌス父子はマクシミヌスを支持するヌミディア属州総督カペリアヌスの軍隊に敗北し、共に死亡した。
ゴルディアヌス父子の蜂起失敗をうけて、早くも元老院は、デキムス・カエリウス・カルウィヌス・バルビヌスとマルクス・クロディウス・プピエヌス・マクシムスを共同皇帝として擁立した。プピエヌスはマクシミヌス討伐のため、ローマを発って北上し、これを聞いたマクシミヌスはローマを目指して南下する。
マクシミヌスはこの頃、元老院に同調した街々の非協力による補給の困難などから、すでに軍隊を統率することが難しくなっており、軍団内部からも不満が生まれていた。5月10日、アクイレイアを包囲中であったマクシミヌスは近衛隊の叛乱によって一族郎党と共に殺害される。マクシミヌスの遺体はローマへ送られティベリス川へ投げ込まれた。

## 治世
マクシミヌスは生粋の軍人であり、北方蛮族（ゴート族など）討伐で目覚しい戦果を挙げ、北方防衛線の堅持というローマの安定と平和に貢献した。一方で、その粗野で無教養な書簡などが上流階級を自負する元老院の侮蔑と憎悪を買い、破滅したといわれる。北方蛮族に対して防衛線を越えて侵攻できるほどに優勢であったこの時代、ローマ自身がその司令官の足をすくったことで、のちの国内を蹂躙される時代（3世紀の危機）を招くことになる。
マクシミヌスはローマの貴族階級を憎み、自身に対して陰謀を企てたと疑ったものには容赦しなかった。実際にアレクサンデル・セウェルスの支持者からは2つの陰謀が企てられ、マクシミヌスはこれらを鎮圧している。
アレクサンデル・セウェルスがキリスト教に対して比較的寛容な政策を取ったのに対し、キリスト教徒を国家に非協力的だと考え、弾圧した。2人のローマ教皇、ポンティアヌスとアンテルスが彼の治世下において殉教したと伝えられる。
マクシミヌスは軍隊への給与を倍額としたが、これは増税を招き、徴税人が暴力や不正な手段で税を取り立てることにつながり、ローマ支配層とローマ市民の不和を招く結果となった。
軍人皇帝時代、3世紀の危機はマクシミヌスの治世から数えられ、ローマは以後、内戦状態に突入、この238年の内戦はゴルディアヌス1世の孫ゴルディアヌス3世が唯一の皇帝と宣言されたことで終止符が打たれたものの、6年後の244年にゴルディアヌス3世は不審な死を遂げた。以後、284年に登位したディオクレティアヌスがその翌年にカリヌスを打倒するまで皇帝が乱立する状態が続くことになる。

## 風貌
『ローマ皇帝群像』（比較的信頼度は低い）や『ローマ人の歴史』によると、マクシミヌスは同時代人よりもかなり大きかったらしい。さらに、彼の額・鼻・顎は非常に目立っていた（先端巨大症の症状）。親指はあまりに大きかったため、妻のブレスレットを指輪として身に着けていた。
『ローマ皇帝群像』にはその他に、マクシミヌスの身長が約2.6mであるという記述も見られる。しかし、これはこの本に登場する架空の出典の一つである『コーダス』からの引用であり、誇張である可能性が高い。
『ローマ皇帝群像』の詳細な記述には言及していないものの、マクシミヌスの同時代人の歴史家ヘロディアヌスは、「少なくとも、彼は恐ろしい風貌の巨大な男だったので、よく訓練されたギリシア人のアスリートや蛮族のエリート戦士でさえも比較にならなかった。」と述べている。
歴史家の一部は、マクシミヌスの異常な身長に関する伝承（加えて、超人的な強さなどその他の情報）はある種のステレオタイプであり、彼を野蛮な無法者と見なし、兵士のイメージが一般市民に呼び起こした賞賛と嫌悪を強調したのではないかと考えている。